# پل لوئیس (ورزشکار)
پل لوئیس (انگلیسی: Paul Lewis؛ زادهٔ ۱ نوامبر ۱۹۶۶) ورزشکار هاکی روی چمن اهل استرالیا است.
وی در مسابقات کشوری و بین‌المللی در مجموع برندهٔ ۱ مدال نقره، ۱ مدال برنز شده‌است.